# Cristina Amezcua González
Cristina Amezcua González (Monclova, Coahuila, 15 de noviembre de 1977) es una política mexicana, miembro del Partido Revolucionario Institucional (PRI). Fue diputada federal para el periodo de 2021 a 2024 y desde 2023 es secretaria de Turismo y Desarrollo de Pueblos Mágicos del gobierno de Coahuila.

## Biografía
Es licenciada en Administración de Empresas por la Universidad de Monterrey. 
De 2006 a 2008 laboró en la presidencia municipal de Monclova, en la administración del presidente municipal Pablo González González. En las elecciones de 2008 fue elegida diputada suplente a la LVIII Legislatura del Congreso del Estado de Coahuila cuyo periodo era de 2009 a 2011 y en la que era diputado propietario el mismo Pablo González González, representando al distrito 16 local. González González solicitó y recibió licencia al cargo, asumiendo Cristina Amezcua la diputación el 8 de diciembre de 2010.
En las elecciones de 2009 fue elegida regidora del Ayuntamiento de Monclova, siendo elegido presidente municipal Armando Castro Castro, para el periodo de 2010 a 2013 y en la que fue integrante de la comisión de Fomento Económico y Turismo. Al terminar el cargo, de 2014 a 2017 fue coordinadora de la Secretaría de Desarrollo Social de Coahuila en la zona centro del estado y en 2017 fue nombrada administradora local de Recaudación de Rentas en la Secretaría de Finanzas del estado en Monclova.
De forma posterior se desempeñó como secretaria general del comité municipal del PRI en Monclova. En 2021 fue postulada y elegida diputada federal por el Distrito 3 de Coahuila a la LXV Legislatura de ese año a 2024. En la Cámara de Diputados es secretaria de la comisión de Infraestructura; e integrante de las comisiones de Derechos de la Niñez y Adolescencia; y, de Salud.
El 2 de diciembre de 2023 el gobernador de Coahuila Manolo Jiménez Salinas la nombró secretaria de Turismo y Desarrollo de Pueblos Mágicos de su gobierno.